# Laurent Coq
Pour les articles homonymes, voir Coq (homonymie).
Laurent Coq (né le 22 février 1970 à Marseille) est un pianiste et compositeur de jazz français.
Il a joué, entre autres, avec Pierrick Pédron, Julien Lourau, Jérôme Sabbagh ou Miguel Zenón. Le critique de jazz Michel Contat dit de lui : « Si la scène française du jazz est passionnante aujourd'hui, elle le doit pour une bonne part au pianiste Laurent Coq. » Imprégné du jazz New-Yorkais contemporain, il est reconnu sur la scène américaine.

## Biographie

### Jeunesse et débuts
Laurent Coq commence à jouer du piano sur le clavier que son frère utilisait pour s'accorder. À ses 7 ans, il commence à étudier avec Françoise Hunziker, avant d'entrer au Conservatoire National de Musique d'Aix-en-Provence trois ans plus tard, dans la classe de Mlle Courtin, qui fut la professeure d'Hélène Grimaud.
Il découvre le jazz quand il a 13 ans, en écoutant Sarah Vaughan, Count Basie, Miles Davis. Il commence à jouer avec de petites formations.
En 1988, son diplôme de conservatoire en poche, il part à Paris étudier le jazz au Centre d'informations musicales, à l'époque la première école de jazz en France. Il commence à jouer, notamment dans la formation du saxophoniste Patrick Bocquel, qui remporte plusieurs dont celui de Jazz sous les pommiers en 1993.
Grâce à la bourse d'études Lavoisier du Ministère des Affaires étrangères, il part en 1994 étudier à New-York avec Mulgrew Miller, John Hicks et Bruce Barth. Il enregistre ses deux premiers disques, Jaywalker (1997) et Versatile (1999), sous la direction artistique de ce dernier.

### Années 2000
En 2000, Laurent Coq s'installe à New York. Il joue notamment dans le groupe de Sarah Morrow.
Il monte en 2001 le Laurent Coq Blowing Trio, un trio original avec deux saxophonistes, Olivier Zanot et David El Malek, pour lequel il compose un répertoire original. Le trio sort deux disques (Live @ the Duc des Lombards, 2001, Grand Prix Charles Cros ; The Things To Share, 2006).
En 2003 paraît Like A Tree In The City, enregistré en live à New York avec Jérôme Sabbagh,.
En 2005, il revient en France pour une résidence à La Fontaine à Paris en avril et mai.
En 2008 paraît Eight Fragments of Summer, un disque en quartet enregistré dans le New Jersey un été à New York, avec notamment le saxophoniste Jérôme Sabbagh,.
En juin 2008 il improvise avec la danseuse et chorégraphe japonaise Toshiko Oiwa à la Chaufferie de St Denis. Ils renouvellent l'expérience plusieurs fois, notamment en 2009 au conservatoire de Montreuil.

### Années 2010
En 2012 Laurent Coq s'associe au saxophoniste alto Miguel Zenón pour l'album Rayuela, inspiré du livre éponyme de Julio Cortázar,.
Il crée un duo guitare/piano avec le guitariste Ralph Lavital, un ancien élève de Laurent Coq à l'EDIM. Les deux musiciens enregistrent Dialogue (2013), sur lequel se joint le chanteur Nicolas Pelage.
En 2015 paraît The Lafayette Suite, avec Walter Smith III. L'album s'inspire du Marquis de Lafayette, ce jeune aristocrate français parti à 19 ans en 1777 se battre contre les Anglais aux côtés des insurgés américains. Le projet a bénéficié d'une bourse FAJE (French American Jazz Exchange) qui a permis au musiciens de se concentrer pendant un an sur cette musique,
En 2016, il participe au projet At Barloyd's, enregistrant neuf pianistes en piano solo.
En 2017 paraît sur le label à financement participatif Jazz&People Kinship. C'est son second album en piano trio depuis Spinnin' (2004) ; il est accompagné du contrebassiste Joshua Crumbly et du batteur Johnathan Blake. L'album présente onze compositions originales que Coq a écrites en hommage à des camarades musiciens, comme Mark Turner, Miguel Zenón, Sandro Zerafa, Jérôme Sabbagh ou Guillermo Klein. Les titres des morceaux, quasiment tous composés par Coq, ont été donnés au hasard.
En 2019 paraît Bwa codirigé avec le guitariste Ralph Lavital, avec qui Laurent Coq a déjà enregistré Dialogues. Le disque est enregistré à la Maison des Artistes de Chamonix avec le bassiste Swaéli Mbappé et le batteur Tilo Bertholo. L'album a bénéficié d'un financement participatif sur KissKissBankBank,.

## Enseignement
Laurent Coq enseigne à l'EDIM depuis 2005. Il est également professeur au conservatoire de Pontault-Combault depuis 2015.

## Engagements et polémiques
En 2011, Laurent Coq lance un débat-polémique autour de l'état du jazz en France. Il regrette que les musiciens de jazz soient « coincés entre deux pôles qui ne comptent que peu d’élus : le jazz institutionnel type ONJ qui se doit d’être forcément « radical » et le jazz TV et TSF compatible, toujours plus édulcoré. » Il regrette par exemple que de grands noms de la guitare jazz contemporaine, comme David Doruzka ou Nelson Veras, ne soient jamais diffusés sur TSF Jazz, qui prétend pourtant diffuser « du jazz 24h sur 24 », ainsi que la diffusion de concerts captés en club sans rémunération des musiciens. Il déplore également que le jazz soit devenu une pratique si onéreuse (production, diffusion, attachés de presse, festivals à démarcher, etc.) que « les jeunes musiciens sont désormais issus de milieux très aisés pour une grande majorité d’entre eux », ce qui est pour lui une trahison de l'origine de cette musique.
Laurent Coq envoie une lettre ouverte à Sébastien Vidal qui incarne une partie de ces mécontentements, en tant que programmateur du Duc des Lombards, du Festival Django Reinhardt à Samois-sur-Seine et responsable de l'antenne de TSF Jazz.
Un blog est ouvert, conçu comme un cahier de doléances, revolution-de-jazzmin.blogspot.fr (dont le nom est un clin d'œil à la Révolution de jasmin), sur lequel il donne la parole à des musiciens (Géraldine Laurent, Julien Lourau, Bob Mintzer, Magic Malik, Baptiste Trotignon, Laurent de Wilde, Leïla Olivesi...) ainsi qu'à des journalistes, critiques ou chercheurs (Philippe Baudoin, Alex Dutilh, Vincent Bessières, Daniel Sabbagh...), qui critiquent librement l'état du jazz en France. L'initiative a de nombreux échos dans la presse,.
En mai 2011, Laurent Coq tient une réunion-débat à l'UMJ (Union des Musiciens de Jazz) aux Frigos à Paris, à laquelle participent de nombreux musiciens, mais aussi de nombreux acteurs de la scène musicale. Cette réunion appelle à des États généraux du Jazz. Fin 2011, un « Rapport d'étape sur la situation de la filière du jazz en France » est remis à Frédéric Mitterrand, alors ministre de la culture. Les cinq thèmes prioritaires définis sont l'insertion professionnelle, la diffusion, l'export, la structure économique et l'emploi, et enfin les disques et médias. Aurélie Filippetti, successeuse de Frédéric Mitterrand, ne donne pas de suite à ce travail.
Le 30 avril 2024, Laurent Coq lance une pétition contre la diffusion d'une émission sur la chaine YouTube Le Vortex de Arte intitulée « Comment le jazz est passé de populaire à « snob » ?? » avec la musicienne et créatrice de contenu @nalla.mp3, diffusée deux semaines plus tôt. Laurent Coq considère que cette vidéo constitue « une imposture intolérable, une injure insupportable à la musique que nous aimons et chérissons tant ». Cette pétition donne lieu à une campagne de harcèlement en ligne à l'encontre de @nalla.mp3.

## Prix
- 2002 : Grand Prix Charles Cros pour Live @ the Duc des Lombards, Laurent Coq Blowing Trio
- 2005 : Prix du Disque Français décerné par l'Académie du jazz pour Spinnin'
- 2006 : nommé dans la catégorie Meilleur Artiste de l'Année 2006 par l'Académie du jazz

## Discographie

### En tant que leader ou co-leader
- 1997 : Jaywalker (Enja)
- 1999 : Versatile (Cristal)
- 2001 : Live @ the Duc des Lombards, Laurent Coq Blowing Trio (Cristal)
- 2003 : Like A Tree In The City (Sunnyside)
- 2004 : Spinnin' (Cristal)
- 2006 : The Things To Share, Laurent Coq Blowing Trio (Cristal)
- 2008 : Eight Fragments of Summer, Laurent Coq Blowing Trio
- 2012 : Rayuela, avec Miguel Zenón (Sunnyside)
- 2012 : Dialogue, avec Ralph Lavital et Nicolas Pelage (Sunnyside)
- 2013 : Crosswords - Mots Croisés, avec Sam Sadigursky (album numérique)
- 2015 : The Lafayette Suite, avec Walter Smith III (Sunnyside)
- 2017 : Kinship (Jazz&people)
- 2018 : At Barloyd's (jazz&people)
- 2019 : Bwa, avec Ralph Lavital, Swaéli Mbappé et Tilo Bertholo (Sunnyside)
- 2024 : Confidences[32], chez jazz&people (nl)

### En tant que sideman

#### Avec Patrick Bocquel
- Radio Days

#### Avec Laurence Allison
- 1997 : Soul Calls
- 1997 : Thelonious & Bud Together Again

#### Avec Jean-Christophe Beney
- 2002 : Cassiopée (Effendi Records)

#### Avec Élisabeth Kontomanou
- 2005 : Waiting For Spring (Nocturne)

#### Avec Sophie Alour
- 2006 : Uncaged (Nocturne)

#### Avec Pierrick Pédron
- 2009 : Omry (Plus Loin Music)
- 2009 : Cheeleaders (Act Music)

#### Avec Guilhem Flouzat
- 2012 : One Way... Or Another

#### Avec Sandro Zerafa
- 2011 : Urban Poetics (PJU Records)
- 2014 : The Bigger Picture (PJU Records)

## Filmographie
Laurent Coq a écrit plusieurs musiques de films :
- 1996 : Il y a des journées qui mériteraient qu'on leur casse la gueule d'Alain Beigel (court-métrage)
- 1997 : Mauvais Genre de Laurent Bénégui
- 1997 : J'irai au paradis car l'enfer est ici de Xavier Durringer
- 1999 : Mille bornes d'Alain Beigel
- 2004 : Qui perd gagne ! de Laurent Bénégui
- 2010 : musique d'un documentaire sur Jacques Delors (série Empreintes sur France 5) de Antoine Roux